# Комфорт Таун
«Комфо́рт Та́ун» — житловий комплекс у Києві, у місцевості Соцмісто.

## Проєктування
Проєкт житлового комплексу було розроблено у 2009 році архітектурним бюро «Архіматика» та вже наступного року визнано переможцем Національної премії «Народне визнання в галузі будівництва» в номінації «Найкраща новобудова економкласу».
Було заплановано наявність:
- школи мистецтв
- дитячого садка
- торгового центру
- фітнес-центру
- власної інфраструктури
- багатоповерхових паркінгів.

## Будівництво
За умови відсутності суттєвого розголосу про хід будівництва, більшість нижченаведеної інформації базується виключно на словах компанії-забудовника чи афілійованих осіб.
Розпочато в 2010 році[ангажоване джерело].
У травні 2012 року введено в експлуатацію першу чергу[ангажоване джерело].
1 вересня 2018 року на території комплексу в урочистих обставинах було відкрито загальноосвітню міжнародну школу-ліцей Гімназія А+.   Будівництво гімназії тривало 9 місяців.

## Цікаві факти
Одним з інвесторів зведення комплексу був Степан Черновецький, син міського голови Києва Леоніда Черновецького.
На будівництво першої черги житлового комплексу забудовником було інвестовано 70 мільйонів доларів.
Суттєвою ознакою, що виділяє комплекс поміж інших, є різнобарв'я будинків, що й стало підставою обрання проєкту комплексу переможцем міжнародного конкурсу аж через декаду опісля самого проєктування.